# Джурин (Тернопольская область)
Джурин (укр. Джурин) — село в Белобожницкой сельской общине Чортковского района Тернопольской области Украины.
Население по переписи 2001 года составляло 1289 человек. Почтовый индекс — 48531.

## История
В Первую мировую войну в окрестности д. Джурин проходили кровопролитные бои с Австро-венгерскими войсками. Эти события описаны в произведениях писателя-мемуариста Евгения Тихоцкого, который за этот бой был награждён орденом Св. Георгия 4-й ст. «за то, что, будучи командиром 2-й сотни 1-го линейного генерала Вельяминова полка в чине подъесаула, 10 августа 1914 года в бою при д. Джурин атаковал своей сотней и первый ворвался на неприятельскую батарею и, перебив прислугу, захватил 4 орудия с зарядными ящиками». В бою у Джурин отличились 2-я Сводная и 2-я Кубанская казачьи дивизии.

## Уроженцы
- Евгений Баран — украинский критик, глава Ивано-Франковской областной организации НСПУ.